# テレビ朝日月曜7時30分枠の連続ドラマ
テレビ朝日月曜7時30分枠の連続ドラマ（テレビあさひげつようしちじさんじっぷんわくのれんぞくドラマ）は、過去8期に渡ってテレビ朝日（当時：NET）系列の月曜19時30分 - 20時00分（JST。それ以外の時もあり）に放送されたテレビドラマの枠である。
なお2001年10月から2006年3月まで19時枠で放送された時代劇については、
また中断中および後継のアニメについては、

## 歴史
初作品は1959年3月9日開始の上方コメディ『番頭はんと丁稚どん→新・番頭はんと丁稚どん』（毎日放送制作）で、通算2年10ヶ月続く人気番組となった。だが、その後は、ヒットしたのは水曜19:00から移動した特撮作品『ジャイアントロボ』程度だった。
1970年代に入ると、徐々に子供達に人気が上がり、チンパンジー出演の海外作品『チンパン探偵ムッシュバラバラ』、第二次怪獣ブームの最中に制作された円谷プロ制作特撮『緊急指令10-4・10-10』、青春ドラマ『どっこい大作』が人気を集める。だが、1975年3月31日には川内康範原作の特撮『正義のシンボル コンドールマン』を放送するも人気は出ず、1976年3月29日終了の青春ドラマ『敬礼!さわやかさん』でドラマは終わった。そして次番組は水曜19:30から移動したアニメ『一休さん』が1982年6月まで続く事になる。
なお近畿広域圏は、『おじさま!愛です』までは毎日放送ネットだったが、『コンドールマン』以降は腸捻転解消で朝日放送にネットが代わった。

## 作品リスト
▲マークは海外作品。

### 第1期
- 番頭はんと丁稚どん→新・番頭はんと丁稚どん（1959年3月9日 - 1961年12月） - 毎日放送制作。

### 第2期
- タイトロープ（第2シリーズ）（1963年2月25日 - 9月30日）▲
- 冒険劇場（1963年10月7日 - 1964年1月13日）▲
- アラブの秘密（1964年1月20日 - 3月9日）
- 陽気な軍医さん（1964年3月16日 - 3月30日）▲

### 第3期
- 海の驚異（1964年7月7日 - 1965年2月1日）▲

### 第4期
- ゴーゴー・フラバルー（1966年1月10日 - 3月28日）▲ - 月曜21:00へ移動。

### 第5期
この番組のみ19:30 - 20:26枠。
- ダグタリ（1966年10月3日 - 12月26日）▲

### 第6期
- おれの太陽→涙の栄冠馬・おれの太陽（1967年9月25日 - 1968年1月1日） - 日曜18:25へ移動。この後約1ヶ月間『月曜ロードショー』（TBSの同名番組とは無関係。枠は19:30 - 20:56）を放送。
- ジャイアントロボ（1968年1月29日 - 4月1日） - 水曜19:00から移動。

### 第7期
- チンパン探偵ムッシュバラバラ（1971年4月5日 - 7月26日）▲

### 第8期
- 緊急指令10-4・10-10（1972年7月3日 - 12月25日）
- どっこい大作（1973年1月8日 - 1974年3月25日）
- パパ愛してる!!（1974年4月1日 - 9月23日）
- おじさま!愛です（1974年10月14日 - 1975年3月24日）
- 正義のシンボル コンドールマン（1975年3月31日 - 9月22日）
- 敬礼!さわやかさん（1975年10月6日 - 1976年3月29日）

## 参考資料
- キー局番組変遷編成ひょ～